# Natri arsenit
Natri metasenit là một hợp chất vô cơ có công thức hóa học NaAsO2. Nó là muối natri của axit asenơ. Nó là chất rắn tinh thể gồm các cation natri, Na+, và các chuỗi anion asenit, [AsO2]n−
n, là các mắt xích -O-As(=O)- vô hạn, tương tự cấu trúc của selen dioxide, SeO2.
Nó là một chất diệt côn trùng.